# Matt Blair
Pour les articles homonymes, voir Blair.
(en) Statistiques sur pro-football-reference
Matt Blair, né le 20 septembre 1950 à Hilo dans l'État d'Hawaï et mort le 22 octobre 2020, est un joueur de football américain qui évoluait au poste de linebacker. Il a joué 12 saisons dans la National Football League (NFL) pour les Vikings du Minnesota (1974 à 1985).
Sélectionné au deuxième tour de la draft 1974 de la NFL, Blair a joué au Northeastern Oklahoma A&M College, un collège communutaire en Oklahoma, puis les Cyclones d'Iowa State au niveau universitaire.

## Carrière universitaire
Après avoir vécu dans de nombreux États américains et en Europe (Espagne, Idaho, Texas et Ohio) en suivant son père qui travaillait dans l'armée de l'air américaine, Blair a fréquenté le Northeastern Oklahoma A&M College, un junior college où il a également joué au basket-ball et dont l'équipe de football américain a obtenu le titre de champion NJCAA en 1969. En 1971, il passe aux Iowa State Cyclones avec lesquels, malgré la défaite au Sun Bowl face à LSU, il est nommé meilleur défenseur du match. En 1972, une blessure au genou le tient à l'écart pendant toute la saison, mais Blair fait un retour en force en 1973, où il enregistre 77 plaquages, une interception et 3 fumbles avant d'être nommé All-American et Conference Player of the Week (contre le Missouri), nommé dans la First Team All-Conference et invité à jouer au Hula Bowl, au East-West Shrine Game et au Senior Bowl,.

## Victoires et récompenses

### Université
- Champion du NJCAA : 1
- NEO Golden Norseman : 1969

### Individuel
- MVP défensif du Sun Bowl : 1 (1971)
- All-American : 1 (1973)
- Première équipe All-Big 8 : 1 (1973)
- Invitations au Senior Bowl : 1 (1974)
- Temple de la renommée de l'université d'État de l'Iowa (classe de 1999)

## Carrière professionnelle

### Minnesota Vikings
Sélectionné au deuxième tour de la NFL Draft 1974, à la 51e place, par les Minnesota Vikings, principalement en raison d'une blessure au genou qui a contribué à faire baisser sa cote de popularité, Blair s'est distingué très tôt dans les rangs professionnels en tant que linebacker extrêmement rapide, particulièrement doué pour bloquer les punts, une spécialité dans laquelle il avait déjà fait ses preuves lors du Super Bowl IX, au cours duquel il avait bloqué un punt des Pittsburgh Steelers qui, récupéré par son coéquipier Ted Brown, avait permis aux Vikings de marquer le touchdown du 9-6 momentané qui maintenait le score du Minnesota à 3 points de Pittsburgh. Un fait curieux lie cet épisode à deux de ses colocataires, Reggie Harrison à l'Iowa et Fred McNeill au Minnesota : tous deux bloqueront dans les deux Super Bowls suivants un punt chacun, Harrison contre les Cowboys au Super Bowl X et McNeill contre les Raiders au Super Bowl XI. En 1975, il joue surtout en tant que réserviste, tandis que l'année suivante, il obtient le rôle de linebacker extérieur titulaire, et avec 5 fumbles couverts et 2 interceptions, mais surtout avec un autre coup de pied bloqué (cette fois un field goal) que le cornerback des Vikings Bobby Bryant retourne pour un touchdown de 90 yards en finale de la NFC, il contribue à mener les Vikings au quatrième Super Bowl de leur histoire, perdu par la suite contre les Oakland Raiders.
L'année suivante, Blair participe pour la première fois à six Pro Bowl consécutifs, tandis qu'au niveau de l'équipe, c'est la dernière saison compétitive des Vikings, qui n'ont pas réussi à dépasser la finale de la NFC, perdue contre les Cowboys, futurs vainqueurs du Super Bowl. En 1977, lors d'un match opposant les Vikings aux Bears au Soldier Field, il marque le premier touchdown de sa carrière, en bloquant un punt de Bob Parsons immédiatement retourné pour 10 yards.
Entre 1978 et 1980, devenu un élément permanent d'une défense qui, ces années-là, perdait progressivement les différentes pièces du célèbre quatuor de lineman défensifs connu sous le nom de Purple People Eaters, Blair contribue à ce que les Vikings remportent 3 autres titres de division et par la même occasion les 3 dernières post-saisons de sa carrière, en plus de devenir le capitaine de défense. La saison 1980 est peut-être sa meilleure année, culminant avec sa première et unique inclusion dans la All-Pro First Team, la composition idéale des meilleurs joueurs annuels de la ligue, et sa quatrième convocation au Pro Bowl.
En 1985, en proie à une blessure qui le limite à seulement 6 apparitions, il décide finalement de prendre sa retraite avec 1 452 plaquages au compteur (deuxième meilleure performance de tous les temps dans l'histoire des Vikings), 20 bottés bloqués (meilleure performance de tous les temps dans l'histoire des Vikings) et 20 fumbles couverts (11e meilleure performance de tous les temps en NFL), des statistiques qui ont permis à Blair d'être constamment inclus dans toute sorte de formation idéale et de liste de la franchise du Minnesota, ainsi que de devenir en 2012 le 20e ancien joueur à être inclus dans l'anneau des Minnesota Vikings Ring of Honor.

## Statistiques
Source: NFL.com
| Statistique de carrière | Statistique de carrière    | Statistique de carrière | Sack | Sack   | Interceptions | Interceptions | Interceptions | Autres |
| Année                   | Équipe                     | Distance                | Sack | Safety | Int           | Yard          | TD Int        | Fum F  |
| ----------------------- | -------------------------- | ----------------------- | ---- | ------ | ------------- | ------------- | ------------- | ------ |
| 1974                    | Football Minnesota Vikings | 14                      | ˗˗   | ˗˗     | 1             | ˗3            | 0             | ˗˗     |
| 1975                    | Football Minnesota Vikings | 14                      | ˗˗   | ˗˗     | 1             | 18            | 0             | ˗˗     |
| 1976                    | Football Minnesota Vikings | 14                      | ˗˗   | ˗˗     | 2             | 25            | 0             | ˗˗     |
| 1977                    | Football Minnesota Vikings | 14                      | ˗˗   | 0      | 1             | 18            | 0             | ˗˗     |
| 1978                    | Football Minnesota Vikings | 16                      | ˗˗   | 0      | 3             | 28            | 0             | ˗˗     |
| 1979                    | Football Minnesota Vikings | 16                      | ˗˗   | ˗˗     | 3             | 32            | 0             | ˗˗     |
| 1980                    | Football Minnesota Vikings | 14                      | ˗˗   | ˗˗     | 3             | 0             | 0             | ˗˗     |
| 1981                    | Football Minnesota Vikings | 16                      | ˗˗   | ˗˗     | 1             | 1             | 0             | ˗˗     |
| 1982                    | Football Minnesota Vikings | 9                       | 1,5  | ˗˗     | ˗˗            | ˗˗            | ˗˗            | 0      |
| 1983                    | Football Minnesota Vikings | 16                      | 4,5  | ˗˗     | 1             | 0             | 0             | 0      |
| 1984                    | Football Minnesota Vikings | 11                      | 1    | ˗˗     | ˗˗            | ˗˗            | ˗˗            | 0      |
| 1985                    | Football Minnesota Vikings | 6                       | 1    | ˗˗     | ˗˗            | ˗˗            | ˗˗            | 0      |
| Carrière                |                            | 106                     | 8    | 0      | 16            | 116           | 0             | 0      |